# Liste der Landtagswahlkreise in Nordrhein-Westfalen 2022

Übersicht der 128 Wahlkreise

Die Liste der Landtagswahlkreise in Nordrhein-Westfalen 2022 enthält alle 128 Wahlkreise, die bei der Landtagswahl in Nordrhein-Westfalen 2022 verwendet wurden.

## Änderungen zu 2017
Gegenüber 2017 wurde die Einteilung zahlreicher Wahlkreise verändert. Hauptgrund dafür ist ein Urteil des Verfassungsgerichtshofs NRW vom 20. Dezember 2019, wonach für die Wahlkreiseinteilung die Zahl der Wahlberechtigten und nicht wie bisher die Einwohnerzahl (ohne Ausländer), herangezogen werden muss. Auch darf die Zahl der Wahlberechtigten nunmehr nicht mehr als 15 Prozent vom Durchschnitt abweichen.
Mit dem am 9. Februar 2021 von CDU und FDP im Landtag beschlossenen Vierten Gesetz zur Änderung des Landeswahlgesetzes wurde deshalb die Anlage zu § 13 Abs. 1 Landeswahlgesetz NRW neu gefasst. Dadurch wurde insbesondere ein Wahlkreis aus dem Raum Duisburg/Kreis Wesel (Regierungsbezirk Düsseldorf) in den Rhein-Sieg-Kreis (Regierungsbezirk Köln) verlegt und im Regierungsbezirk Münster ein Wahlkreis aus Kreis Recklinghausen in den Raum Münster/Kreis Coesfeld verschoben. Die bisherigen Wahlkreise 29 bis 63 und 73 bis 85 wurden neu durchnummeriert. Darüber hinaus gab es zahlreiche kleinere Änderungen aufgrund der Bevölkerungsentwicklung oder veralteten Gebietsbeschreibungen.
Am 11. Februar 2021 wurde mit den Stimmen der SPD im Landtag das Fünfte Gesetz zur Änderung des Landeswahlgesetzes beschlossen. Es beinhaltet einen Ausgleich der Zahl der Wahlberechtigten zwischen den Wahlkreisen 108 Bochum II und 109 Bochum III sowie redaktionelle Korrekturen der Gebietsbeschreibungen der Wahlkreise 111 Dortmund I bis 114 Dortmund IV.
Beide Gesetze wurden am 19. Februar 2021 im Gesetz- und Verordnungsblatt verkündet.
Folgend alle Änderungen im Einzelnen, sortiert nach Regierungsbezirk und Kreis bzw. kreisfreier Stadt.

### Regierungsbezirk Köln
Rhein-Erft-Kreis:
- Der Stadtbezirk Kerpen der Stadt Kerpen wurde vom Wahlkreis 6 Rhein-Erft-Kreis II in den Wahlkreis 7 Rhein-Erft-Kreis III versetzt.

Euskirchen:
- Die Gemeinde Dahlem wurde gegen die Gemeinde Kall aus dem Wahlkreis 8 Euskirchen I in den Wahlkreis 12 Düren II – Euskirchen II getauscht.
- Der Wahlkreis 27 Rhein-Sieg-Kreis III wurde in 27 Rhein-Sieg-Kreis III – Euskirchen III umbenannt.
- Die Gemeinde Weilerswist wurde vom Wahlkreis 8 Euskirchen I in den umbenannten Wahlkreis 27 Rhein-Sieg-Kreis III – Euskirchen III versetzt.

Köln:
- Der Stadtteil 101 Altstadt-Süd wurde vom Wahlkreis 13 Köln I in den Wahlkreis 18 Köln VI versetzt.
- Die Stimmbezirke 30501, 30401 und 30402 aus dem Stadtteil 304 Braunsfeld des Stadtbezirks Lindenthal wurden vom Wahlkreis 14 Köln II in den Wahlkreis 15 Köln III versetzt.

Rhein-Sieg-Kreis:
- Die Stimmbezirke 112, 131, 132, 171 und 172 der Stadt Hennef (Sieg) wurden vom Wahlkreis 25 Rhein-Sieg-Kreis I in den Wahlkreis 26 Rhein-Sieg-Kreis II versetzt.
- Der Stadtteil Menden der Stadt Sankt Augustin wurde vom Wahlkreis 26 Rhein-Sieg-Kreis II in den Wahlkreis 28 Rhein-Sieg-Kreis IV versetzt.
- Die Stadt Meckenheim und die Gemeinde Wachtberg wurden vom Wahlkreis 27 Rhein-Sieg-Kreis III in den Wahlkreis 26 Rhein-Sieg-Kreis II versetzt.
- Der Wahlkreis 29 Rhein-Sieg-Kreis V wurde neu gebildet aus den Gemeinden:
  - Lohmar (vormals Wahlkreis 25 Rhein-Sieg-Kreis I)
  - Siegburg (vormals Wahlkreis 28 Rhein-Sieg-Kreis IV)
  - Alle Stadtteile von Sankt Augustin bis auf Menden (vormals Wahlkreis 26 Rhein-Sieg-Kreis II)

Bonn:
- Die Stimmbezirke 143 und 145 des Kommunalwahlbezirks 14 Endenich II wurden vom Wahlkreis 30 Bonn I in den Wahlkreis 31 Bonn II versetzt.

### Regierungsbezirk Düsseldorf
Wuppertal:
- Die neu zugeschnittenen Kommunalwahlbezirke im Stadtbezirk 5 Barmen wurden neu aufgeteilt:
  - 51 Barmen-Mitte und 53 Loh-Unterbarmen zum Wahlkreis 32 Wuppertal I.
  - 52 Sedansberg-Rott, 54 Clausen-Hatzfeld und 55 Kothen-Lichtenplatz zum Wahlkreis 33 Wuppertal II.

Solingen:
- Die Kommunalwahlbezirke 32 Altenhof-Wittkulle, 33 Wald Mitte-Eigen und 34 Fuhr-Hegelring-Bausmühle des Stadtbezirks Wald wurden vom Wahlkreis 34 Wuppertal III – Solingen II in den Wahlkreis 35 Solingen I versetzt.
- Die Kommunalwahlbezirke 15 Klauberg-Hasseldelle-Kohlfurth, 16 Kannenhof-Meigen-Halfeshof und vom Kommunalwahlbezirk 12 Innenstadt-Süd der Stimmbezirk 123 wurden vom Wahlkreis 35 Solingen I in den Wahlkreis 34 Wuppertal III – Solingen II versetzt.

Kreis Mettmann:
- Die Kommunalwahlbezirke 3110 bis 3150 der Stadt Hilden wurden vom Wahlkreis 37 Mettmann I in den Wahlkreis 38 Mettmann II versetzt.
- Die Kommunalwahlbezirke 5030 und 5110 bis 5140 der Stadt Mettmann wurden vom Wahlkreis 38 Mettmann II in den Wahlkreis 40 Mettmann IV versetzt.

Düsseldorf:
- Der Stadtteil Rath des Stadtbezirks 6 wurde vom Wahlkreis 41 Düsseldorf I in den Wahlkreis 42 Düsseldorf II versetzt.

Rhein-Kreis Neuss:
- Die Kommunalwahlbezirke 14.1 bis 17.1 der Stadt Jüchen wurden vom Wahlkreis 47 Rhein-Kreis Neuss III in den Wahlkreis 46 Rhein-Kreis Neuss II versetzt.

Krefeld:
- Der Stadtbezirk 4 Mitte aus dem Wahlkreis 48 Krefeld I – Viersen III wurde gegen den Stadtteil 7 Oppum-Linn aus dem Wahlkreis 49 Krefeld II getauscht.

Kreis Wesel:
- Die Kommunalwahlbezirke 011.0 bis 019.2 der Stadt Neukirchen-Vluyn wurden vom Wahlkreis 58 Wesel I in den Wahlkreis 60 Wesel IV versetzt.
- Die Stadtbezirke Budberg und Orsoy der Stadt Rheinberg wurden vom aufgelösten Wahlkreis Duisburg IV – Wesel V in den Wahlkreis 58 Wesel II versetzt.
- Die Stadt Voerde wurde vom Wahlkreis 59 Wesel III in den Wahlkreis 58 Wesel II versetzt.

Duisburg:
- Die Ortsteile 501 Altstadt, 507 Dellviertel und 508 Hochfeld vom Stadtbezirk 500 Mitte wurden vom Wahlkreis 63 Duisburg III in den Wahlkreis 61 Duisburg I versetzt.
- Der Ortsteil 401 Ruhrort vom Stadtbezirk 400 Homberg/Ruhrort/Baerl wurden vom Wahlkreis 62 Duisburg II in den Wahlkreis 63 Duisburg III versetzt.
- Der Wahlkreis Duisburg IV – Wesel V wurde aufgelöst. Die Stadtbezirke wurden wie folgt aufgeteilt:
  - 100 Walsum zum Wahlkreis 62 Duisburg II.
  - 200 Hamborn zum Wahlkreis 63 Duisburg III.

Mülheim:
- Der Wahlkreis 38 Mettmann III wurde in 39 Mettmann III – Mülheim II umbenannt.
- Die Kommunalwahlbezirke 26 Saarner Kuppe und 27 Saarn-Süd/Mintard/Selbeck der Stadt Mülheim wurden vom Wahlkreis 64 Mülheim I in den umbenannten Wahlkreis 39 Mettmann III – Mülheim II versetzt.
- Der Wahlkreis 65 Essen I – Mülheim II wurde in 65 Essen I umbenannt.
- Der Kommunalwahlbezirk 11 Winkhausen wurde vom umbenannten Wahlkreis 65 Essen I in den Wahlkreis 64 Mülheim I versetzt.

Essen:
- Der Stadtteil 6 Südostviertel des Stadtbezirks I Stadtmitte/Frillendorf wurde vom Wahlkreis 67 Essen III in den umbenannten Wahlkreis 66 Essen II versetzt.
- Die Stadtteile 33 Byfang und 48 Burgaltendorf des Stadtbezirks VIII Essen-Ruhrhalbinsel wurden vom Wahlkreis 66 Essen II in den Wahlkreis 68 Essen IV versetzt.
- Der Stadtteil 10 Rüttenscheid des Stadtbezirks II Rüttenscheid/Bergerhausen wurde vom Wahlkreis 68 Essen IV in den Wahlkreis 67 Essen III versetzt.
- Die Stadtteile 26 Bredeney und 27 Schuir des Stadtbezirks IX Werden/Kettwig/Bredney wurden vom Wahlkreis 67 Essen III in den Wahlkreis 68 Essen IV versetzt.

### Regierungsbezirk Münster
Kreis Recklinghausen:
- Der Stadtteil 50 Polsum wurde vom Wahlkreis 70 Recklinghausen II in den Wahlkreis 71 Recklinghausen III versetzt.

- Die Stadt Datteln wurde nicht wie bislang entlang der Kommunalwahlbezirke, sondern entlang ihrer Stadtbezirke neu aufgeteilt:
  - 190 Ahsen und 280 Bauernschaft Ostleven[5] zum Wahlkreis 71 Recklinghausen III.
  - 110 Stadtmitte, 120 Hachhausen, 130 Beisenkamp, 140 Hagem, 150 Hötting, 160 Dümmer, 170 Meckinghoven, 180 Im Winkel, 200 Horneburg, 210 Emscher-Lippe, 220 Schwakenburg, 230 Bauernschaft Hagem,[5] 240 Bauernschaft Losheide, 250 Bauernschaft Natrop, 255 Natrop, 260 Bauernschaft Pelkum, 270 Bauernschaft Klostern, 290 Bauernschaft Bockum, 300 Bauernschaft Hachhausen und 310 Bauernschaft Löringhof zum umbenannten Wahlkreis 72 Recklinghausen IV.

- Der Wahlkreis 73 Gelsenkirchen I wurde in 73 Gelsenkirchen I – Recklinghausen V umbenannt.
- Die Stadtbezirke Mitte I, Mitte II, Zweckel, Butendorf, Brauck und Rosenhügel der Stadt Gladbeck wurden vom Wahlkreis 71 Recklinghausen III in den umbenannten Wahlkreis 73 Gelsenkirchen I – Recklinghausen V versetzt.
- Der Wahlkreis 76 Bottrop wurde in 75 Bottrop – Recklinghausen VI umbenannt.
- Die Stadtbezirke Alt-Rentfort, Rentfort-Nord, Schultendorf und Ellinghorst der Stadt Gladbeck wurden vom Wahlkreis 71 Recklinghausen III in den umbenannten Wahlkreis 75 Bottrop – Recklinghausen VI versetzt.

- Der Wahlkreis 72 Recklinghausen IV (alt) wurde aufgelöst und wie folgt aufgeteilt:
  - Stadt Haltern am See und von Dorsten die Stadtteile Deuten, Lembeck, Rhade, Wulfen und Wulfen-Barkenberg zum 71 Recklinghausen III.
  - Von der Stadt Marl die Stadtteile 22 Hüls-Süd und 60 Sinsen-Lenkerbeck zum Wahlkreis 70 Recklinghausen II.
  - Stadt Oer-Erkenschwick zum Wahlkreis 69 Recklinghausen I.

- Der Wahlkreis 73 Recklinghausen V wurde in 72 Recklinghausen IV umbenannt.

Gelsenkirchen:
- Der Stadtbezirk 4 Ost wurde vom Wahlkreis 73 Gelsenkirchen I – Recklinghausen V in den Wahlkreis 74 Recklinghausen II versetzt.

Kreis Coesfeld:
- Die Gemeinde Havixbeck wurde vom Wahlkreis 78 Coesfeld I – Borken III in den neu geschaffenen Wahlkreis 85 Münster III – Coesfeld III versetzt.
- Die Gemeinde Nottuln wurde vom Wahlkreis 79 Coesfeld II in den neu geschaffenen Wahlkreis 85 Münster III – Coesfeld III versetzt.

Steinfurt:
- Der Wahlkreis 84 Münster I wurde in 83 Münster I – Steinfurt IV umbenannt.
- Die Gemeinde Altenberge wurde vom Wahlkreis 79 Steinfurt I in den umbenannten Wahlkreis 83 Münster I – Steinfurt IV versetzt.

Münster:
- Die Kommunalwahlbezirke 04 Piusallee und 07 Mauritz-Mitte wurden vom Wahlkreis 83 Münster I – Steinfurt IV in den Wahlkreis 84 Münster II versetzt.
- Der Wahlkreis 85 Münster III – Coesfeld III wurde neu gebildet aus:
  - Vom Stadtbezirk Mitte die Kommunalwahlbezirke 01 Altstadt und 02 Schloss und vom Stadtbezirk West der Kommunalwahlbezirk 30 Sentrup (vormals Wahlkreis 83 Münster I – Steinfurt IV).
  - Vom Stadtbezirk Mitte Kommunalwahlbezirke 11 Geist/Pluggendorf, 12 Aaseestadt und 13 Düesberg, vom Stadtbezirk West die Kommunalwahlbezirke 27 Albachten, 28 Mecklenbeck und 29 Roxel (vormals Wahlkreis 84 Münster II).

Warendorf:
- Die Gemeinde Everswinkel wurde vom Wahlkreis 86 Warendorf I in den Wahlkreis 87 Warendorf II versetzt.

### Regierungsbezirk Detmold
Kreis Minden-Lübbecke:
- Der Wahlkreis 90 Herford I – Minden-Lübbecke III wurde in 90 Herford I umbenannt.
- Die Stadtteile Bad Oeynhausen, Lohe und Rehme der Stadt Bad Oeynhausen wurden vom umbenannten Wahlkreis 90 Herford I in den Wahlkreis 89 Minden-Lübbecke II versetzt.
- Der Wahlkreis 91 Herford II – Minden-Lübbecke IV wurde in 91 Herford II – Minden-Lübbecke III umbenannt.

Kreis Herford:
- Der Wahlkreis 98 Lippe II wurde in 98 Lippe II – Herford III umbenannt.
- Die Stadt Vlotho wurde vom Wahlkreis 90 Herford I in den umbenannten Wahlkreis 98 Lippe II – Herford III versetzt.
- Die Stadt Spenge wurde vom 91 Herford II in den Wahlkreis 98 Herford I versetzt.

Kreis Paderborn:
- Der Ortsteil Altenbeken der Gemeinde Altenbeken wurde vom Wahlkreis 100 Paderborn I in den Wahlkreis 101 Paderborn II versetzt.

### Regierungsbezirk Arnsberg
Hagen:
- Die Stadt Hagen wurde nicht wie bislang entlang der Stadtbezirke, sondern entlang der Kommunalwahlbezirke neu aufgeteilt. Effektiv gab es dabei folgende Gebietsänderungen:[6]
  - Die im Stadtbezirk Hagen-Mitte liegenden Kommunalwahlkreise 09 Wehringhausen-Stadtgarten und 10 Wehringhausen-Kuhlerkamp wurden vom Wahlkreis 103 Hagen I in den Wahlkreis 104 Hagen II – Ennepe-Ruhr-Kreis III versetzt.
  - Die im Stadtbezirk Eilpe/Dahl liegenden Stimmbezirke 4222 bis 4224 des Kommunalwahlkreises 20 Eilpe-Zentrum/Oberhagen wurde vom Wahlkreis 104 Hagen II – Ennepe-Ruhr-Kreis III in den Wahlkreis 103 Hagen I versetzt.

Bochum:
- Der Wahlkreis 109 Bochum III – Herne II wurde in 109 Bochum III umbenannt.
- Der Kommunalwahlbezirk 14 wurde vom Wahlkreis 107 Bochum I in den umbenannten Wahlkreis 109 Bochum III versetzt.
- Der Kommunalwahlbezirk 26 wurde vom Wahlkreis 108 Bochum II in den umbenannten Wahlkreis 109 Bochum III versetzt.

Herne:
- Der Stadtbezirk Eickel wurde vom umbenannten Wahlkreis 109 Bochum III in den Wahlkreis 110 Herne versetzt.

Dortmund:
- Die Stadt Dortmund wurde nicht wie bislang entlang der Stadtbezirke, sondern entlang der Kommunalwahlbezirke neu aufgeteilt:
  - 4, 8 bis 10, 36, 37 und 39 bis 41 zum Wahlkreis 111 Dortmund I.
  - 1 bis 3, 5 bis 7, 11 bis 14 und 29 zum Wahlkreis 112 Dortmund II.
  - 15 bis 24 zum Wahlkreis 113 Dortmund III.
  - 25 bis 28 und 30 bis 35 zum Wahlkreis 114 Dortmund IV.

## Anzahl der Wahlkreise nach Regierungsbezirk
| Regierungsbezirk | Wahlkreise 2022 | Änderung zu 2017 | Nummerierung |
| ---------------- | --------------- | ---------------- | ------------ |
| Köln             | 31              | +1               | 1–31         |
| Düsseldorf       | 37              | −1               | 32–68        |
| Münster          | 19              | ±0               | 69–87        |
| Detmold          | 15              | ±0               | 88–102       |
| Arnsberg         | 26              | ±0               | 103–128      |

## Wahlkreise mit Gebietsbeschreibung
| Nr.                         | Wahlkreis                             | Gebiet |
| Regierungsbezirk Köln       | Regierungsbezirk Köln                 | Regierungsbezirk Köln |
| --------------------------- | ------------------------------------- | --- |
| 1                           | Aachen I                              | Stadtbezirke Laurensberg, Richterich, Haaren und von Mitte die Stadtteile 10 Markt, 13 Theater, 14 Lindenplatz, 15 St. Jakob, 16 Westpark, 17 Hanbruch, 18 Hörn, 21 Ponttor, 22 Hansemannplatz, 23 Soers, 24 Jülicher Straße, 25 Kalkofen, 34 Rothe Erde, 47 Marschiertor und 48 Hangeweiher. |
| 2                           | Aachen II                             | Stadtbezirke Kornelimünster/Walheim, Brand, Eilendorf, und von Mitte die Stadtteile 31 Kaiserplatz, 32 Adalbertsteinweg, 33 Panneschopp, 35 Trierer Straße, 36 Frankenberg, 37 Forst, 41 Beverau, 42 Burtscheider Kurgarten, 43 Burtscheid und 46 Steinbrück. |
| 3                           | Aachen III                            | Gemeinden Alsdorf, Baesweiler, Herzogenrath und Würselen. |
| 4                           | Aachen IV                             | Gemeinden Eschweiler, Monschau, Roetgen, Simmerath und Stolberg (Rheinland). |
| 5                           | Rhein-Erft-Kreis I                    | Gemeinden Bedburg, Bergheim, Elsdorf und Pulheim. |
| 6                           | Rhein-Erft-Kreis II                   | Gemeinden Frechen, Hürth und von Kerpen die Stadtbezirke Möderath/Kerpen-Nord, Blatzheim, Buir, Manheim/Manheim-neu, Sindorf, Horrem, Neu-Bottenbroich/Horrem-Nord-Ost. |
| 7                           | Rhein-Erft-Kreis III                  | Gemeinden Brühl, Erftstadt, von Kerpen die Stadtbezirke Kerpen und Balkhausen, Brüggen/Türnich und die Gemeinde Wesseling. |
| 8                           | Euskirchen I                          | Gemeinden Bad Münstereifel, Blankenheim, Euskirchen, Kall, Mechernich, Nettersheim und Zülpich. |
| 9                           | Heinsberg I                           | Gemeinden Gangelt, Geilenkirchen, Heinsberg, Selfkant, Übach-Palenberg und Waldfeucht. |
| 10                          | Heinsberg II                          | Gemeinden Erkelenz, Hückelhoven, Wassenberg und Wegberg. |
| 11                          | Düren I                               | Gemeinden Aldenhoven, Inden, Jülich, Langerwehe, Linnich, Merzenich, Niederzier, Nörvenich, Titz und Vettweiß. |
| 12                          | Düren II – Euskirchen II              | Vom Kreis Düren die Gemeinden Düren, Heimbach, Hürtgenwald, Kreuzau und Nideggen. Vom Kreis Euskirchen die Gemeinden Dahlem, Hellenthal und Schleiden. |
| 13                          | Köln I                                | Vom Stadtbezirk 1 Innenstadt der Stadtteil 102 Neustadt-Süd und Stadtbezirk 2 Rodenkirchen. |
| 14                          | Köln II                               | Stadtbezirk 3 Lindenthal (ohne die Stimmbezirke 30501, 30401 und 30402 aus dem Stadtteil 304 Braunsfeld). |
| 15                          | Köln III                              | Vom Stadtbezirk 3 Lindenthal aus dem Stadtteil 304 Braunsfeld die Stimmbezirke 30501, 304001 und 30402, Stadtbezirk 4 Ehrenfeld und vom Stadtbezirk 5 Nippes die Stadtteile 501 Nippes und 507 Bilderstöckchen. |
| 16                          | Köln IV                               | Vom Stadtbezirk 5 Nippes die Stadtteile 502 Mauenheim, 503 Riehl, 504 Niehl, 505 Weidenpesch und 506 Longerich und Stadtbezirk 6 Chorweiler. |
| 17                          | Köln V                                | Stadtbezirk 7 Porz, und von 8 Kalk die Stadtteile 806 Merheim, 807 Brück und 808 Rath/Heumar. |
| 18                          | Köln VI                               | Vom Stadtbezirk 1 Innenstadt die Stadtteile 101 Altstadt-Süd, 103 Altstadt-Nord, 104 Neustadt-Nord und 105 Deutz und vom Stadtbezirk 8 Kalk die Stadtteile 801 Humboldt (Gremberg), 802 Kalk, 803 Vingst, 804 Höhenberg, 805 Ostheim und 809 Neubrück. |
| 19                          | Köln VII                              | Stadtbezirk 9 Mülheim |
| 20                          | Leverkusen                            | Stadt Leverkusen |
| 21                          | Rheinisch-Bergischer Kreis I          | Gemeinden Bergisch Gladbach und Rösrath. |
| 22                          | Rheinisch-Bergischer Kreis II         | Gemeinden Burscheid, Kürten, Leichlingen (Rheinland), Odenthal, Overath und Wermelskirchen. |
| 23                          | Oberbergischer Kreis I                | Gemeinden Gummersbach, Hückeswagen, Lindlar, Marienheide und Wipperfürth. |
| 24                          | Oberbergischer Kreis II               | Gemeinden Bergneustadt, Engelskirchen, Morsbach, Nümbrecht, Reichshof, Waldbröl und Wiehl. |
| 25                          | Rhein-Sieg-Kreis I                    | Gemeinde Eitorf, von Hennef die Stimmbezirke 011, 012, 021, 022, 031, 032, 041, 042, 051, 052, 061, 062, 070, 080, 090, 100, 111, 121, 122, 141, 142, 151, 152, 161, 162, 181, 182, 191, 192, 201 und 202 und die Gemeinden Lohmar, Much, Neunkirchen-Seelscheid, Ruppichteroth und Windeck. |
| 26                          | Rhein-Sieg-Kreis II                   | Gemeinde Bad Honnef, von Hennef die Stimmbezirke 112, 131, 132, 171 und 172 und die Gemeinden Königswinter, Meckenheim und Wachtberg. |
| 27                          | Rhein-Sieg-Kreis III – Euskirchen III | Vom Rhein-Sieg-Kreis die Gemeinden Alfter, Bornheim, Rheinbach und Swisttal. Vom Kreis Euskirchen die Gemeinde Weilerswist. |
| 28                          | Rhein-Sieg-Kreis IV                   | Von der Stadt Sankt Augustin der Stadtteil Menden und die Städte Niederkassel und Troisdorf. |
| 29                          | Rhein-Sieg-Kreis V                    | Gemeinden Lohmar, Siegburg und von Sankt Augustin die Stadtteile Birlinghoven, Buisdorf, Hangelar, Meindorf, Mülldorf, Niederpleis und Ort. |
| 30                          | Bonn I                                | Vom Stadtbezirk Bonn die Kommunalwahlbezirke 01 Bonn-Zentrum, 02 Bonn-Castell/Rheindorf-Süd, 03 Innere Nordstadt, 04 Baumschulviertel/Südstadt, 05 Neu-Tannenbusch/Buschdorf, 06 Auerberg/Graurheindorf, 07 Tannenbusch, 08 Dransdorf/Lessenich/Meßdorf, 13 Äußere Nordstadt, von 14 Endenich II die Stimmbezirke 141, 142 und 144 und der Stadtbezirk Beuel. |
| 31                          | Bonn II                               | Vom Stadtbezirk Bonn die Kommunalwahlbezirke 09 Endenich I, 10 Poppelsdorf, 11 Kessenich, 12 Dottendorf/Gronau, von 14 Endenich II die Stimmbezirke 143 und 145, die Kommunalwahlbezirke 15 Venusberg/Ippendorf, 16 Röttgen/Ückesdorf und die Stadtbezirke Hardtberg und Bad Godesberg. |
| Regierungsbezirk Düsseldorf |                                       | |
| 32                          | Wuppertal I                           | Vom Stadtbezirk 5 Barmen die Kommunalwahlbezirke 51 Barmen-Mitte und 53 Loh-Unterbarmen und die Stadtbezirke 6 Heckinghausen, 7 Langerfeld-Beyenburg, 8 Oberbarmen und 9 Ronsdorf. |
| 33                          | Wuppertal II                          | Vom Stadtbezirk 0 Elberfeld die Kommunalwahlbezirke 01 Elberfeld-Mitte, 02 Hombüchel, 03 Höchsten, 04 Ostersbaum und 05 Grifflenberg, der Stadtbezirk 2 Uellendahl-Katernberg und von 5 Barmen die Kommunalwahlbezirke 52 Sedansberg-Rott, 54 Clausen-Hatzfeld und 55 Kothen-Lichtenplatz. |
| 34                          | Wuppertal III – Solingen II           | Von Wuppertal vom Stadtbezirk 0 Elberfeld der Kommunalwahlbezirk 06 Friedrichsberg und die Stadtbezirke 1 Elberfeld-West, 3 Vohwinkel und 4 Cronenberg. Von Solingen der Stadtbezirk Gräfrath und von Mitte die Kommunalwahlbezirke 15 Klauberg-Hasseldelle-Kohlfurth, 16 Kannenhof-Meigen-Halfeshof und vom Kommunalwahlbezirk 12 Innenstadt-Süd der Stimmbezirk 123. |
| 35                          | Solingen I                            | Stadtbezirke Mitte (ohne die Kommunalwahlbezirke 15 Klauberg-Hasseldelle-Kohlfurth und 16 Kannenhof-Meigen-Halfeshof und vom Kommunalwahlbezirk 12 Innenstadt-Süd der Stimmbezirk 123), Ohligs/Aufderhöhe/Merscheid, Burg/Höhscheid und Wald. |
| 36                          | Remscheid – Oberbergischer Kreis III  | Stadt Remscheid Vom Oberbergischen Kreis (Regierungsbezirk Köln) die Gemeinde Radevormwald. |
| 37                          | Mettmann I                            | Von der Gemeinde Hilden die Kommunalwahlbezirke 3010 bis 3050 und 3070 bis 3100 und die Gemeinden Langenfeld und Monheim am Rhein. |
| 38                          | Mettmann II                           | Gemeinden Erkrath, Haan, von Hilden die Kommunalwahlbezirke 3060 und 3110 bis 3220 und von Mettmann die Kommunalwahlbezirke 5010 und 5040 bis 5100. |
| 39                          | Mettmann III – Mülheim II             | Vom Kreis Mettmann die Gemeinden Heiligenhaus und Ratingen. Von Mülheim die Kommunalwahlbezirke 26 Saarner Kuppe und 27 Saarn-Süd/Mintard/Selbeck. |
| 40                          | Mettmann IV                           | Von der Gemeinde Mettmann die Kommunalwahlbezirke 5020, 5030 und 5110 bis 5200 und die Gemeinden Velbert und Wülfrath. |
| 41                          | Düsseldorf I                          | Stadtbezirke 1, 5 und von 6 die Stadtteile Lichtenbroich, Unterrath und Mörsenbroich. |
| 42                          | Düsseldorf II                         | Stadtbezirk 2, von 6 der Stadtteil Rath, Stadtbezirk 7 und von 8 die Stadtteile Eller und Lierenfeld. |
| 43                          | Düsseldorf III                        | Stadtbezirke 3 und 4. |
| 44                          | Düsseldorf IV                         | Vom Stadtbezirk 8 die Stadtteile Vennhausen und Unterbach und die Stadtbezirke 9 und 10. |
| 45                          | Rhein-Kreis Neuss I                   | Gemeinde Neuss. |
| 46                          | Rhein-Kreis Neuss II                  | Gemeinden Dormagen, Grevenbroich von Jüchen die Kommunalwahlbezirke 14.1 bis 17.1 und Gemeinde Rommerskirchen. |
| 47                          | Rhein-Kreis Neuss III                 | Von der Gemeinde Jüchen die Kommunalwahlbezirke 1.1 bis 13.1, 18.1 und 19.1 und die Gemeinden Kaarst, Korschenbroich und Meerbusch. |
| 48                          | Krefeld I – Viersen III               | Von Krefeld die Stadtbezirke 1 West, 5 Süd und 6 Fischeln und 7 Oppum-Linn. Vom Kreis Viersen die Gemeinde Tönisvorst. |
| 49                          | Krefeld II                            | Stadtbezirke 2 Nord, 3 Hüls, 4 Mitte, 8 Ost und 9 Uerdingen. |
| 50                          | Mönchengladbach I                     | Vom Stadtbezirk 2 Ost die Stadtteile 205 Lürrip, 206 Hardterbroich-Pesch, 207 Bungt, 208 Giesenkirchen-Nord, 209 Schelsen und 210 Giesenkirchen-Mitte, Stadtbezirk 3 Süd und von 4 West die Stadtteile 401 Wickrath-Mitte, 402 Wickrath-West, 403 Wickrathberg und 404 Wanlo. |
| 51                          | Mönchengladbach II                    | Stadtbezirk 1 Nord, von 2 Ost die Stadtteile 201 Bettrath-Hoven, 202 Flughafen, 203 Neuwerk-Mitte und 204 Uedding und vom Stadtbezirk 4 West die Stadtteile 405 Hehn, 406 Holt, 407 Hauptquartier, 408 Rheindahlen-Land und 409 Rheindahlen-Mitte. |
| 52                          | Viersen I                             | Gemeinden Schwalmtal, Viersen und Willich. |
| 53                          | Viersen II                            | Gemeinden Brüggen, Grefrath, Kempen, Nettetal und Niederkrüchten. |
| 54                          | Kleve I                               | Gemeinden Geldern, Issum, Kalkar, Kerken, Kevelaer, Rheurdt, Straelen, Uedem, Wachtendonk und Weeze. |
| 55                          | Kleve II                              | Gemeinden Bedburg-Hau, Emmerich am Rhein, Goch, Kleve, Kranenburg und Rees. |
| 56                          | Oberhausen I                          | Stadtbezirke Alt-Oberhausen und Osterfeld. |
| 57                          | Oberhausen II – Wesel I               | Von Oberhausen der Stadtbezirk Sterkrade. Vom Kreis Wesel die Gemeinde Dinslaken. |
| 58                          | Wesel II                              | Gemeinden Alpen, Kamp-Lintfort, Rheinberg, Sonsbeck, Xanten und Voerde. |
| 59                          | Wesel III                             | Gemeinden Hamminkeln, Hünxe, Schermbeck und Wesel. |
| 60                          | Wesel IV                              | Gemeinden Moers und Neukirchen-Vluyn. |
| 61                          | Duisburg I                            | Vom Stadtbezirk 500 Mitte die Ortsteile 501 Altstadt, 505 Neudorf-Nord, 506 Neudorf-Süd, 507 Dellviertel, 508 Hochfeld und 509 Wanheimerort und der Stadtbezirk 700 Süd. |
| 62                          | Duisburg II                           | Stadtbezirke 100 Walsum, von Homberg/Ruhrort/Baerl die Ortsteile 402 Alt-Hornberg, 403 Hochheide und 404 Baerl und der Stadtbezirk 600 Rheinhausen. |
| 63                          | Duisburg III                          | Stadtbezirke 200 Hamborn, 300 Meiderich-Beeck, von 400 Homberg/Ruhrort/Baerl der Ortsteil 401 Ruhrort und vom Stadtbezirk 500 Mitte die Ortsteile 502 Neuenkamp, 503 Kaßlerfeld und 504 Duissern. |
| 64                          | Mülheim I                             | Stadt Mülheim an der Ruhr (ohne die Kommunalwahlbezirke 26 Saarner Kuppe und 27 Saarn-Süd/Mintard/Selbeck). |
| 65                          | Essen I                               | Von Essen die Stadtbezirke IV Borbeck und V Altenessen/Karnap/Vogelheim. |
| 66                          | Essen II                              | Vom Stadtbezirk I Stadtmitte/Frillendorf die Stadtteile 6 Südostviertel, 11 Huttrop und 36 Frillendorf und die Stadtbezirke VI Zollverein und VII Steele/Kray. |
| 67                          | Essen III                             | Vom Stadtbezirk I Stadtmitte/Frillendorf die Stadtteile 1 Stadtkern, 2 Ostviertel, 3 Nordviertel, 4 Westviertel, 5 Südviertel, Stadtbezirk III Essen-West und von II Rüttenscheid/Bergerhausen der Stadtteil 10 Rüttenscheid. |
| 68                          | Essen IV                              | Vom Stadtbezirk II Rüttenscheid/Bergerhausen die Stadtteile 12 Rellinghausen, 13 Bergerhausen und 14 Stadtwald und die Stadtbezirke VIII Essen-Ruhrhalbinsel und IX Werden/Kettwig/Bredney. |
| Regierungsbezirk Münster    |                                       | |
| 69                          | Recklinghausen I                      | Städte Recklinghausen und Oer-Erkenschwick. |
| 70                          | Recklinghausen II                     | Gemeinde Herten und von Marl die Stadtteile 11 Stadtkern, 12 Alt-Marl, 13 Brassert, 14 Drewer-Nord, 15 Drewer-Süd, 21 Hüls-Nord, 22 Hüls-Süd, 30 Marl-Hamm, 40 Chemiezone und 60 Sinsen-Lenkerbeck. |
| 71                          | Recklinghausen III                    | Von der Stadt Datteln die Stadtbezirke 190 Ahsen und 280 Bauernschaft Ostleven, die Gemeinden Dorsten, Haltern am See und von Marl der Stadtteil 50 Polsum. |
| 72                          | Recklinghausen IV                     | Die Städte Castrop-Rauxel, von Datteln die Stadtbezirke 110 Stadtmitte, 120 Hachhausen, 130 Beisenkamp, 140 Hagem, 150 Hötting, 160 Dümmer, 170 Meckinghoven, 180 Im Winkel, 200 Horneburg, 210 Emscher-Lippe, 220 Schwakenburg, 230 Bauernschaft Hagem, 240 Bauernschaft Losheide, 250 Bauernschaft Natrop, 255 Natrop, 260 Bauernschaft Pelkum, 270 Bauernschaft Klostern, 290 Bauernschaft Bockum, 300 Bauernschaft Hachhausen und 310 Bauernschaft Löringhof, und die Stadt Waltrop. |
| 73                          | Gelsenkirchen I – Recklinghausen V    | Von Gelsenkirchen die Stadtbezirke 2 Nord und 3 West. Vom Kreis Recklinghausen von der Stadt Gladbeck die Stadtbezirke Mitte I, Mitte II, Zweckel, Butendorf, Brauck und Rosenhügel. |
| 74                          | Gelsenkirchen II                      | Stadtbezirke 1 Mitte, 4 Ost und 5 Süd. |
| 75                          | Bottrop – Recklinghausen VI           | Stadt Bottrop. Vom Kreis Recklinghausen von der Stadt Gladbeck die Stadtbezirke Alt-Rentfort, Rentfort-Nord, Schultendorf und Ellinghorst. |
| 76                          | Borken I                              | Gemeinden Bocholt, Borken, Isselburg und Rhede. |
| 77                          | Borken II                             | Gemeinden Ahaus, Gronau (Westf.), Heek, Legden, Schöppingen, Stadtlohn und Vreden. |
| 78                          | Coesfeld I – Borken III               | Vom Kreis Coesfeld die Gemeinden Billerbeck, Coesfeld und Rosendahl. Vom Kreis Borken die Gemeinden Gescher, Heiden, Raesfeld, Reken, Südlohn und Velen. |
| 79                          | Coesfeld II                           | Gemeinden Ascheberg, Dülmen, Lüdinghausen, Nordkirchen, Olfen und Senden. |
| 80                          | Steinfurt I                           | Gemeinden Greven, Horstmar, Laer, Metelen, Neuenkirchen, Nordwalde, Ochtrup, Steinfurt und Wettringen. |
| 81                          | Steinfurt II                          | Gemeinden Emsdetten, Hörstel, Ladbergen, Rheine und Saerbeck. |
| 82                          | Steinfurt III                         | Gemeinden Hopsten, Ibbenbüren, Lengerich, Lienen, Lotte, Mettingen, Recke, Tecklenburg und Westerkappeln. |
| 83                          | Münster I – Steinfurt IV              | Von Münster vom Stadtbezirk Mitte die Kommunalwahlbezirke 03 Kreuz, 05 Uppenberg und 06 Rumphorst, die Stadtbezirke Nord, Ost und von West die Kommunalwahlbezirke 31 Gievenbeck-Süd, 32 Gievenbeck-Nord und 33 Nienberge. Vom Kreis Steinfurt die Gemeinde Altenberge. |
| 84                          | Münster II                            | Vom Stadtbezirk Mitte die Kommunalwahlbezirke 04 Piusallee, 07 Mauritz-Mitte, 08 Herz-Jesu, 09 Pluggendorf/Bahnhof und 10 Schützenhof/Hafen und die Stadtbezirke Süd-Ost und Hiltrup. |
| 85                          | Münster III – Coesfeld III            | Von Münster Stadtbezirk Mitte die Kommunalwahlbezirke 01 Altstadt, 02 Schloss, 11 Geist/Pluggendorf, 12 Aaseestadt und 13 Düesberg und vom Stadtbezirk West die Kommunalwahlbezirke 27 Albachten, 28 Mecklenbeck, 29 Roxel und 30 Sentrup. Vom Kreis Coesfeld die Gemeinden Nottuln und Havixbeck. |
| 86                          | Warendorf I                           | Gemeinden Beelen, Ennigerloh, Oelde, Ostbevern, Sassenberg, Telgte und Warendorf. |
| 87                          | Warendorf II                          | Gemeinden Ahlen, Beckum, Drensteinfurt, Everswinkel, Sendenhorst und Wadersloh. |
| Regierungsbezirk Detmold    |                                       | |
| 88                          | Minden-Lübbecke I                     | Gemeinden Espelkamp, Hille, Hüllhorst, Lübbecke, Petershagen, Preußisch Oldendorf, Rahden und Stemwede. |
| 89                          | Minden-Lübbecke II                    | Gemeinden Minden, Porta Westfalica und von Bad Oeynhausen die Stadtteile Bad Oeynhausen, Lohe und Rehme. |
| 90                          | Herford I                             | Gemeinden Enger, Herford, Hiddenhausen und Spenge. |
| 91                          | Herford II – Minden-Lübbecke III      | Vom Kreis Herford die Gemeinden Bünde, Kirchlengern, Löhne und Rödinghausen. Vom Kreis Minden-Lübbecke von der Stadt Bad Oeynhausen die Stadtteile Dehme, Eidinghausen, Volmerdingsen, Werste und Wulferdingsen. |
| 92                          | Bielefeld I                           | Stadtbezirke Mitte, Schildesche und Gadderbaum. |
| 93                          | Bielefeld II                          | Stadtbezirke Heepen, Brackwede, Stieghorst, Sennestadt und Senne. |
| 94                          | Gütersloh I – Bielefeld III           | Vom Kreis Gütersloh die Gemeinden Borgholzhausen, Halle (Westf.), Steinhagen, Versmold und Werther (Westf.). Von Bielefeld die Stadtbezirke Dornberg und Jöllenbeck. |
| 95                          | Gütersloh II                          | Gemeinden Gütersloh, Harsewinkel und Herzebrock-Clarholz. |
| 96                          | Gütersloh III                         | Gemeinden Langenberg, Rheda-Wiedenbrück, Rietberg, Schloß Holte-Stukenbrock und Verl. |
| 97                          | Lippe I                               | Gemeinden Bad Salzuflen, Lage, Leopoldshöhe und Oerlinghausen. |
| 98                          | Lippe II – Herford III                | Vom Kreis Lippe die Gemeinden Barntrup, Blomberg, Dörentrup, Extertal, Kalletal, Lemgo und Lügde. Vom Kreis Herford die Stadt Vlotho. |
| 99                          | Lippe III                             | Gemeinden Augustdorf, Detmold, Horn-Bad Meinberg, Schieder-Schwalenberg und Schlangen. |
| 100                         | Paderborn I                           | Von der Gemeinde Altenbeken die Ortsteile Buke und Schwaney und die Gemeinden Bad Lippspringe, Bad Wünnenberg, Borchen, Büren, Delbrück, Hövelhof, Lichtenau und Salzkotten. |
| 101                         | Paderborn II                          | Stadt Paderborn und von der Gemeinde Altenbeken der Ortsteil Altenbeken. |
| 102                         | Höxter                                | Kreis Höxter |
| Regierungsbezirk Arnsberg   |                                       | |
| 103                         | Hagen I                               | Kommunalwahlbezirke 01 Mittelstadt, 02 Altenhagen-Süd, 03 Altenhagen-West, 04 Altenhagen-Ost, 05 Fleyerviertel, 06 Eppenhausen, 07 Emst, 08 Remberg, 11 Boele/Hengstey/Brockhausen, 12 Kabel/Bathey/Garenfeld, 13 Helfe/Fley, 14 Boelerheide, 15 Vorhalle/Eckesey, 16 Hohenlimburg-Nord, 17 Hohenlimburg-Ost, 18 Hohenlimburg-Süd, 19 Hohenlimburg-West und 20 Eilpe-Zentrum/Oberhagen.                                                                                                  |
| 104                         | Hagen II – Ennepe-Ruhr-Kreis III      | Von der Stadt Hagen die Kommunalwahlbezirke 09 Wehringhausen-Stadtgarten, 10 Wehringhausen-Kuhlerkamp, 21 Eilper Feld/Delstern, 22 Dahl/Volmetal, 23 Geweke/Spielbrink, 24 Haspe-Mitte/Kückelhausen, 25 Hestert/Steinplatz und 26 Westerbauer/Quambusch. Vom Ennepe-Ruhr-Kreis die Gemeinden Breckerfeld, Ennepetal und Gevelsberg. |
| 105                         | Ennepe-Ruhr-Kreis I                   | Gemeinden Hattingen, Schwelm, Sprockhövel und Wetter (Ruhr). |
| 106                         | Ennepe-Ruhr-Kreis II                  | Städte Herdecke und Witten. |
| 107                         | Bochum I                              | Kommunalwahlbezirke 10, 11, 17, 31 bis 33 und 41 bis 45. |
| 108                         | Bochum II                             | Kommunalwahlbezirke 13, 51 bis 54 und 61 bis 65. |
| 109                         | Bochum III                            | Kommunalwahlbezirke 12, 14 bis 16, 18 und 21 bis 27. |
| 110                         | Herne                                 | Stadt Herne |
| 111                         | Dortmund I                            | Kommunalwahlbezirke 4, 8 bis 10, 36, 37 und 39 bis 41. |
| 112                         | Dortmund II                           | Kommunalwahlbezirke 1 bis 3, 5 bis 7, 11 bis 14 und 29. |
| 113                         | Dortmund III                          | Kommunalwahlbezirke 15 bis 24. |
| 114                         | Dortmund IV                           | Kommunalwahlbezirke 25 bis 28 und 30 bis 35. |
| 115                         | Unna I                                | Gemeinden Fröndenberg/Ruhr, Holzwickede, Schwerte und Unna. |
| 116                         | Unna II                               | Gemeinden Lünen, Selm und Werne. |
| 117                         | Unna III – Hamm II                    | Vom Kreis Unna die Gemeinden Bergkamen, Bönen und Kamen. Von der Stadt Hamm der Stadtbezirk Herringen. |
| 118                         | Hamm I                                | Stadtbezirke Mitte, Uentrop, Rhynern, Pelkum, Bockum-Hövel und Heessen. |
| 119                         | Soest I                               | Gemeinden Bad Sassendorf, Ense, Lippetal, Möhnesee, Soest, Welver, Werl und Wickede (Ruhr). |
| 120                         | Soest II                              | Gemeinden Anröchte, Erwitte, Geseke, Lippstadt, Rüthen und Warstein. |
| 121                         | Märkischer Kreis I                    | Gemeinden Altena, Iserlohn, Nachrodt-Wiblingwerde und Werdohl. |
| 122                         | Märkischer Kreis II                   | Gemeinden Balve, Hemer, Menden (Sauerland), Neuenrade und Plettenberg. |
| 123                         | Märkischer Kreis III                  | Gemeinden Halver, Herscheid, Kierspe, Lüdenscheid, Meinerzhagen und Schalksmühle. |
| 124                         | Hochsauerlandkreis I                  | Gemeinden Arnsberg, Eslohe (Sauerland), Schmallenberg und Sundern (Sauerland). |
| 125                         | Hochsauerlandkreis II                 | Gemeinden Bestwig, Brilon, Hallenberg, Marsberg, Medebach, Meschede, Olsberg und Winterberg. |
| 126                         | Siegen-Wittgenstein I                 | Gemeinden Burbach, Freudenberg, Neunkirchen, Siegen. |
| 127                         | Siegen-Wittgenstein II                | Gemeinden Bad Berleburg, Bad Laasphe, Erndtebrück, Hilchenbach, Kreuztal, Netphen und Wilnsdorf. |
| 128                         | Olpe                                  | Kreis Olpe |